# Granulat de verre cellulaire

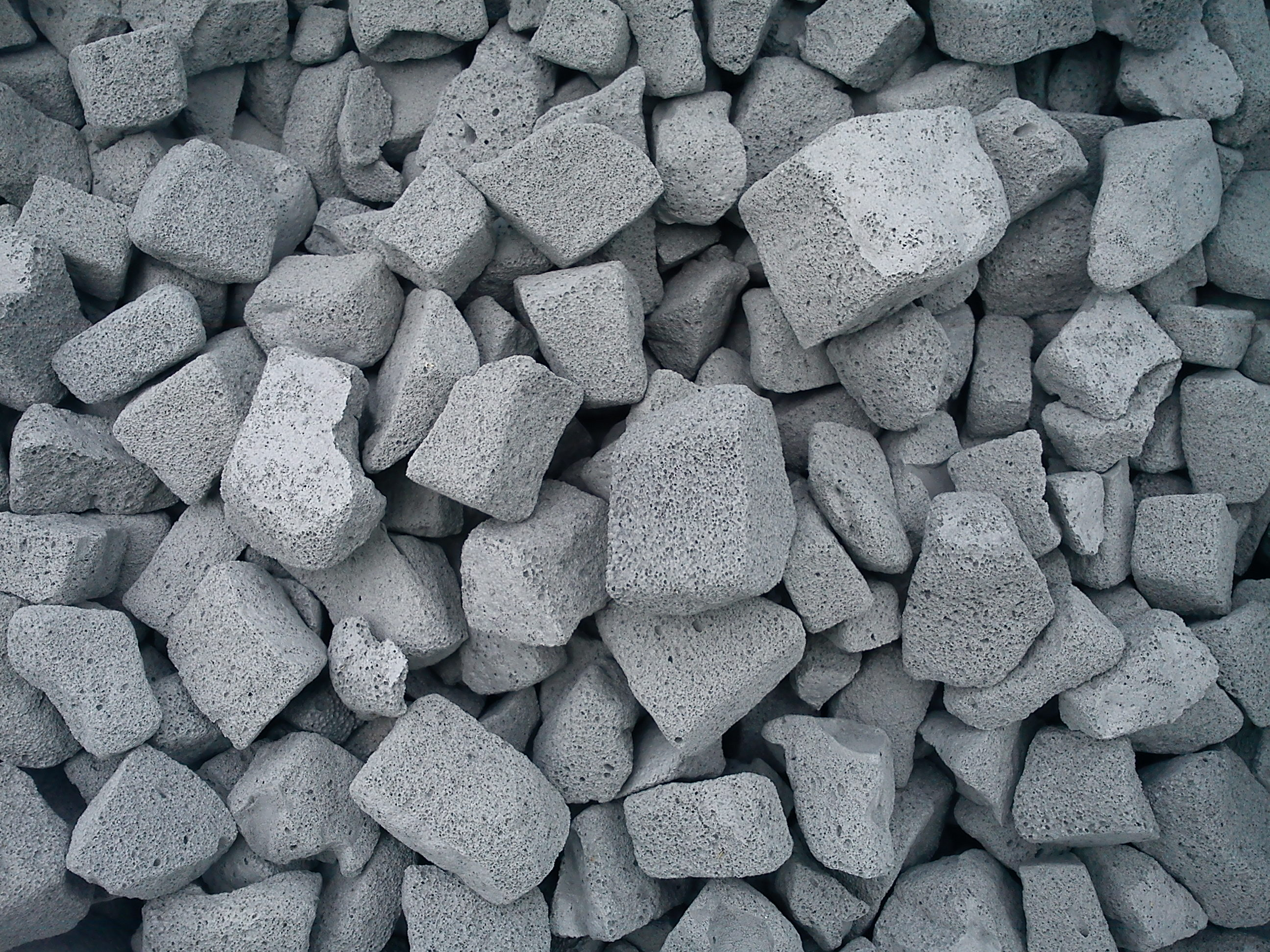
Granulat de verre cellulaire

Un granulat de verre cellulaire est un granulat minéral léger. Il se compose de verre cellulaire concassé. Il est surtout utilisé pour l’isolation thermique et l'allègement.  

## Fabrication
Pour la production à partir d'un verre de récupération, on broie et on ajoute un liant et un agent gonflant puis on fait gonfler à environ 900 °C. En refroidissant et en solidifiant, le matériau se casse.

## Propriétés
Les granulats de verre cellulaire ont une structure cellulaire fermée et une consistance solide. Ils ont une bonne stabilité à haute pression, permettent une bonne sécurité contre les parasites et les coupures, et sont ininflammables. 
La grande quantité d'air emprisonnée garantit une faible masse volumique de 130 à 170 kg/m3 et de bonnes propriétés isolantes telles que :   
- Conductivité thermique : λ = 0,07–0,09 W m−1 K−1
- Capacité thermique massique : c = 840–1 100 J kg−1 K−1
- Étanchéité à la vapeur d'eau : μ = 1–3

## Utilisations
Les granulats de verre cellulaire sont principalement utilisés comme isolant sous les dalles de plancher et pour l'isolation d'éléments de construction. Les granulats peuvent être utilisés en vrac en remplissant des cavités suivi d'un compactage. 
Les granulats peuvent entrer dans la composition de béton de granulats légers isolant. Des granulats de très petit diamètre peuvent entrer dans la composition des matières plastiques pour les alléger.   